# 로버트 프라인
로버트 휴슨 프라인(Robert Hewson Pruyn, 1815년 2월 14일~1882년 2월 26일)은 미국의 법률가, 군인, 외교관(주일 미국 공사), 정치인이다.

## 생애
프라인의 가문은 뉴욕에서 가장 오래되고, 또한 가장 존경받았던 네덜란드계 가문이었으며, 프라인이 태어난 시점에서 이미 200년 이상 올버니에 거주하고 있었다. 프라인은 1833년에 럿거스 대학교를 졸업하고 1836년에 석사 학위를 취득했다. 그 후 올버니에서 법률가로서 일을 시작했다. 또한 주 민병대로도 활동했고, 1841년에는 군법무 총감에 임명되어 그 직을 1846년까지 수행했으며, 1851년에도 같은 직종에 종사했다.
윌리엄 H. 수어드의 정치 동료이자 절친한 친구이기도 했기 때문에, 1848년부터 1852년까지, 그리고 1854년에는 뉴욕주 하원에서 올버니 지역 선출 휘그당 국회의원을 지냈다. 1850년 1월 30일 하원 의장의 노블 S. 엘더킨이 아내의 병간호를 위해 사직하면서 프라인이 의장에 선출되었다. 또한 1854년에도 의장에 선출되었다. 1855년 마이런 H. 클라크 주지사는 존 와츠 드 페이스터 대신 프라인을 뉴욕주 방위군 장관에 임명했다. 또한 민병대에서는 준장의 지위를 얻었다.

### 주일 미국 공사
1861년, 국무장관이던 수어드의 개인적 요청에 따라 에이브러햄 링컨 대통령은 프라인을 제2대 주일 미국 공사로 임명했다.
1862년(분큐 2년) 5월 17일에 프라인 장군은 도쿠가와 이에모치를 만나 링컨 대통령의 신임장을 제출했다. 전임자였던 타운젠드 해리스와 마찬가지로 처음에는 유럽 국가와는 다른 독자적인 외교를 했다. 나마무기 사건 이후 영국과 프랑스가 무력을 배경으로 막부와 협상을 진행했지만, 프라인은 이러한 태도에 비판적이었다. 그러나 포함외교가 효과를 거두는 것을 보고 자국의 와이오밍 호가 일본에 파견되자 서서히 영국과 프랑스와의 협조 노선으로 전환해 나간다. 프라인이 일본에서 세운 가장 큰 공적은 시모노세키 전쟁 이후 진행된 협상이었다. 시모노세키 해협에서 미국 상선이 피격당한 것을 알게 된 후 프라인은 와이오밍 호에 보복 공격을 명령했고, 이것은 일본에 대한 서방 국가의 최초의 공격이었다. 시코쿠 함대 시모노세키 포격 사건 때 미국은 적절한 증기군함을 일본 근해에 가지고 있지 않았기 때문에, 증기 상선 타기안을 전세내서 무장 공격에 참여시켰다. 에도 막부와의 협상은 매우 성공적이었다고 인식되고 있다.
또한 군함 발주가 문제를 일으켰다. 1862년 9월 22일, 노중 이타쿠라 가스기요와 미즈노 다다키요가 프라인에게 군함 주문을 상담했다. 막부는 선임 해리스에게 프리깃과 코르벳을 각각 한 척씩 발주를 한 상태였지만, 남북전쟁의 발발로 실현되고 있지 않았다. 프라인은 대형함보다는 소형함을 다수 가지는 것이 좋다고 답했다. 10월 14일, 결국 코르벳 2척, 건보트 1척과 증기기관으로 구동하는 포신 보링 머신이 미국에 발주되었다.
1864년 6월 후지산마루의 원형이 완성되었지만, 시모노세키 전쟁의 발발로 링컨 대통령은 후지산마루의 출항을 금지 시키고, 다른 군함의 생산도 중단되었다. 결국 후지산마루가 일본에 도착한 것은 1866년 1월 23일(게이오 원년)이었다. 프라인이 군함의 제조사를 가족을 사용한 의혹이 일었고, 막부에 대해 링컨 대통령의 지시에 대한 충분한 설명도 하지 않았기 때문에 막부의 신뢰를 잃게 되었다. 따라서 1865년에 안톤 포트만을 대리 공사로 임명하고 질병을 이유로 귀국했다.

## 귀국 후
1865년, 뉴욕으로 돌아와 윌리엄스 대학교에서 법학 박사 학위를 취득했다. 또한 올버니 국립 상업신탁은행(National Commercial Bank and Trust of Albany)의 행장이 되며 올버니 법률 학교의 설립자 중 한 사람이 되었다.
1866년에는 뉴욕 주지사 선거에 부지사 후보로 출마했으나 낙선했다. 1882년 2월 26일, 올버니에서 급사했다.

### 기타 참고 도서
- American Council of Learned Societies. "Dictionary of American Biography". Charles Scribner's Sons: New York. 1959.
- Lee, Edwin B. "Robert H. Pruyn in Japan, 1862-1685". New York History 66 (1985) pp. 123-39.
- Robert H. Pruyn Papers, Albany Institute of History and Art, Albany, N.Y.
- "Friend's of Pruyn House web site "

## 참고 자료
- Allaben, Frank. John Watts de Peyster. Frank Allaben Genealogical Company: New York, 1908. ISBN 1402144547
- Findling, John. Dictionary of American Diplomatic History. Greenwood Press: Westport, 1989. ISBN 0313260249
- Hutchins, S.C. Civil List and Forms of Government of the Colony State of New York. Weed, Parsons & Co.: Albany, 1870.
- Johnson, Rossiter and Brown, John Howard. The twentieth century biographical dictionary of notable Americans. The Biographical Society: Boston. 1904.
- Shavit, David. The United States in Asia: A Historical Dictionary. Greenwood Press: Westport. 1990. ISBN 031326788X
- Seward, Frederick W. Autobiography of William H. Seward, from 1801 to 1834. D. Appleton: New York. 1877.
- Stern, Philip Van Doren. When the Guns Roared: World Aspects of the American Civil War. Doubleday: New York, 1965.
- Treat, Payson Jackson. The Early Diplomatic Relations Between the United States and Japan, 1853-1865. The Johns Hopkins Press: Baltimore, 1917. ISBN 0548594767
- 萩原延壽著「遠い崖　アーネスト・サトウ日記抄」1권과 2권 朝日新聞社。ISBN 978-4022615435、ISBN 978-4022615442
- 미일 교류 사이트 후지산함과 갑철 군함 스톤월(히가시 함)의 구입